# 概念專輯
概念專輯（英語：Concept album）指的是樂曲全部圍繞相同主題的一種音樂專輯。
通常情況下，流行音樂的專輯都是由歌手的樂曲及翻唱樂曲等彼此之間無關係的單獨樂曲構成。而概念專輯的定義則如上文所述，但如何才算是「圍繞相同主題」有模糊地帶，所以概念專輯本身的定義並不嚴謹。
概念專輯最早源自於民谣歌手伍迪·蓋瑟瑞1940年的《Dust Bowl Ballads》，隨後由传统流行音乐歌手法蘭克·辛納屈在20世纪40年代至50 年代的推广一系列专辑而逐渐流行起来。在1960年代，備受推崇的概念專輯由各種搖滾樂隊發行（如披頭四1967年的《比伯軍曹寂寞芳心俱樂部》），以致前衛搖滾和搖滾歌劇（Rock opera）被發明。

## 更多阅读
- Shute, Gareth. . Investigations Publishing. 2015. ISBN 978-1-517-28755-9.
- Tunbridge, Laura. . Cambridge University Press. 2010. ISBN 978-0-521-89644-3.